# Electrocrania immensipalpa
Electrocrania immensipalpa är en fjärilsart som beskrevs av Kusnetzov 1941. Electrocrania immensipalpa ingår i släktet Electrocrania och familjen purpurmalar. Inga underarter finns listade i Catalogue of Life.